# ヴァイラ・ヴィーチェ＝フレイベルガ
ヴァイラ・ヴィーチェ＝フレイベルガ（ラトビア語: Vaira Vīķe-Freiberga、1937年12月1日 - ）は、ラトビアの政治家、心理学者。元女性初の同国大統領。

## 経歴
リガ出身。父は彼女が1歳のときに他界した。1944年12月31日、家族でドイツに移住。リューベックのラトビア人難民キャンプの学校とカサブランカのフランス語学校で初等教育を受けた。1953年に家族でカナダに移住し、CIBCで秘書として働いた。カナダでは英語と心理学の学位を受け、後にマギル大学で実験心理学の博士号も受けた。1957年から在外ラトビア人中で青年教育家、民俗専門家として働く。
1965年から1998年まで、モントリオール大学の心理学教授を務めた。精神薬理学、心理言語学、科学理論等の授業を担当し、記憶過程と言語、認知過程への薬物の影響の実験的研究を行った。また記号論、詩学、口承文学（ラトビア民謡）の構造分析といった研究を手掛けた。
国内外の科学組織で活発に活動し、カナダ心理学会会長、NATOの「ヒューマンファクター」プログラムのカナダ代表、議長として働いた。1989年、ブラジル議会の改憲委員会のカナダ代表顧問として招聘された。
1998年10月19日、ラトビア研究所所長に任命された。
1999年6月10日、大統領選に出馬し、6月17日に就任。2003年6月20日に再選された。2006年9月15日に国際連合事務総長選挙に立候補を表明したが、潘基文が選ばれた。
2007年7月7日に2期目の任期を満了した。後任はヴァルディス・ザトレルス。

## パーソナル
- 夫のイマントは、ケベック大学の情報学教授、ラトビア情報技術・通信協会総裁。息子のカルリスはラトビア在住、娘のインドラはロンドンで働いている。
- ラトビア語、フランス語、英語、ドイツ語、スペイン語を話す。心理学の研究のほか、ラトビア民謡の詩風、構造の研究でも有名である。
- カナダ王室協会フランス語支部長。ラトビアの三ツ星勲章を受章。
- 大統領時代はラトビア代表として各国の要人の隣に座ることを念頭に置き、衣装代にコストをかけてきた。その衣装を競売に出すと2007年8月23日に述べた[1]。